# Осада Ле-Кенуа (1793)
Осада Ле-Кенуа (фр. Siège du Quesnoy) — одно из сражений Войны первой коалиции между войсками Габсбургской монархии (при поддержке французских роялистов) и частями Первой французской республики, которое состоялось в Ле-Кенуа и продолжалось с 28 августа по 13 сентября 1793 года.
В конце августа 1793 года, после падения Валансьена, 45-тысячная австрийская армия принца Кобургского была направлена к Кенуа, где заперся пятитысячный французский гарнизон под командованием бригадного генерала Франсуа Гуллю.
Осада Ле-Кенуа была поручена австрийскому генералу Франсуа Себастиану Карлу Иосифу Клерфэ, а её прикрытие — 15-тысячному отряду принца Оранского.
С 27 августа австрийцами была заложена первая параллель (специальная траншея для обеспечения осады крепости). К утру 2 сентября орудия первой параллели были готовы открыть огонь. В пять часов вечера Клерфэ призвал гарнизон сдаться, а когда Гуллю отказал ему, начал бомбардировку, которая продолжалась почти неделю, не ослабляясь.
Сначала французские орудия в Ле-Кенуа держались, и 3 сентября удалось уничтожить контрбатарейным огнём две австрийские батареи, но 4 сентября австрийцы начали работы на своей второй параллели, которые были завершены 7 сентября. 8 сентября, воспользовавшись новой, более близкой позицией, австрийские орудия разгромили последние французские орудия. На следующий день было уничтожено несколько французских пороховых складов.
Когда была закончена закладка третьей параллели, комендант крепости Ле-Кенуа капитулировал, не дождавшись всего трёх дней до прибытия спешившего на выручку французского отряда (этот отряд вскоре был разбит в сражении при Авен-ле-Секе).
После взятия Ле-Кенуа Кобург двинулся на восток, чтобы осадить Мобёж, но это закончилось неудачей, так как 15–16 октября 1793 г. австрийцы потерпели поражение при Ваттиньи.
Уже в следующем году стороны поменялись местами и Ле-Кенуа пережил очередную осаду в результате которой французы вновь овладели городом.